# 八上藩
八上藩（日语：／ Yakami-han */?）是日本丹波國多紀郡八上的藩，慶長7年9月19日（1602年11月2日）創藩，慶長14年12月26日（1610年1月20日）廢藩，石高是50,000石，藩廳是八上城。

## 歷史
慶長7年9月19日（1602年11月2日），前田茂勝從丹波龜山藩轉封至八上，以八上城為居城，在其西北山麓大字八上內另設居館主膳屋敷，東西長77間（約140），南北22間（約40），東面設有以水池為中心的庭園。領地方面，八上藩的石高是50,000石，分別涵蓋多紀郡上鄉52村（約20,000石）、下鄉59村（約22,000石）、桑田郡21村（約4,957石）、攝津國太田郡3村（約1,015石）以及菟原郡2村（約180石）。
慶長13年（1608年），茂勝殺害向其進諫且與德川家康為知己的家老尾池清左衛門及其子，又下令讓與尾池清左衛門友好的渡邊大膳和畑平太夫切腹，甚至稱要前往江戶，帶上小姓等人抵達近江國水口。其後，茂勝被板倉勝重捉拿，並且交由姊夫堀尾忠晴看管，最終流放至隱岐國。慶長13年6月16日（1608年7月27日），德川家康的庶子松平康重從常陸笠間藩入主八上，並且在同年11月進駐八上。慶長14年12月26日（1610年1月20日），隨著康重進駐新建的篠山城而創立篠山藩後，八上藩也因此而廢藩。

## 歷任藩主
| 家名       | 家格      | 名稱     | 石高     | 藩領                                      |
| ---------- | --------- | -------- | -------- | ----------------------------------------- |
| 前田家     | 外樣 城持 | 前田茂勝 | 50,000石 | 丹波國多紀郡和桑田郡 攝津國太田郡和菟原郡 |
| 松井松平家 | 譜代 城持 | 松平康重 | 50,000石 | 丹波國多紀郡和桑田郡 攝津國太田郡和菟原郡 |

## 註解
1. ↑  八上現為兵庫縣丹波篠山市糯坪、池上、小多田、西八上、京町、澀谷、八上下、殿町和八上內（日语：八上村 (兵庫県)）[1]。
2. ↑  水口現為滋賀縣甲賀市水口町（日语：水口町）水口一帶[3]。